# 24 Sextantis
24 Sextantis (24 Sex) – gwiazda w gwiazdozbiorze Sekstantu. Jest to podolbrzym, odległy od Ziemi o około 253 lata świetlne. Okrążają go dwie planety.

## Charakterystyka
24 Sextantis jest pomarańczowym podolbrzymem (dawniej przypuszczano, że gwiazda jest żółtym karłem), reprezentuje typ widmowy K. Ma temperaturę ok. 5100 kelwinów i jasność 3,8 razy większą niż jasność Słońca. Gwiazda ta zakończyła już syntezę wodoru w hel i przekształca się w olbrzyma. Sądzi się, że wcześniej była białą gwiazdą typu widmowego A.
Wokół gwiazdy krążą dwie planety, gazowe olbrzymy: 24 Sextantis b i 24 Sextantis c. Zostały one odkryte w 2010 roku. Orbity planet przebiegają bardzo blisko i planety oddziałują grawitacyjnie. Najprawdopodobniej stabilizuje je rezonans orbitalny i planeta c okrąża gwiazdę w dokładnie dwa razy dłuższym czasie, niż planeta b (taki stosunek mieści się w granicy niepewności pomiaru).